# On Fire
Ne doit pas être confondu avec On Fire (film, 2025).
Albums de Galaxie 500
Today
(1988) This Is Our Music
(1990)
Singles
On Fire est le second album studio de Galaxie 500, paru en 1989 sur le label américain de Rough Trade.
Il a été enregistré aux studios Noise NY à New York.
Depuis sa sortie, l'album a été régulièrement salué par la critique. Il se situe à la 16e place du classement des meilleurs albums des années 1980 de Pitchfork.

## Titres
Tous les titres ont été écrits par Galaxie 500, sauf mention contraire.
1. Blue Thunder - 3:45
2. Tell Me - 3:50
3. Snowstorm - 5:10
4. Strange - 3:16
5. When Will You Come Home - 5:21
6. Decomposing Trees - 4:05
7. Another Day - 3:41
8. Leave the Planet - 2:40
9. Plastic Bird - 3:15
10. Isn't It a Pity (George Harrison) - 5:10
11. Victory Garden (piste bonus) (Red Krayola) - 2:48
12. Ceremony (piste bonus) (Joy Division) - 5:55
13. Cold Night (piste bonus) - 2:36

## Rééditions
L'album a été réédité par Rykodisc, qui a inclus les titres bonus Victory Garden (reprise de Red Krayola), Ceremony (reprise de Joy Division) et Cold Night. Un clip de When Will You Come Home, y apparaît également.
Rykodisc a également inclus cette version dans son coffret consacré au groupe, sorti en 1996.
En 2010, une nouvelle réédition ajoute en bonus les Peel Sessions du groupe.